# Bandeira do Colorado

Bandeira do Colorado

A bandeira do Colorado consiste em três listras horizontais com a mesma largura; as listras superiores e inferiores são azuis e a do meio é branca. Em cima dessas listras há um "C" circular e vermelho, preenchido com um disco dourado. O azul é um meio de representar o céu, o dourado, o sol, branco representa as montanhas cobertas de neve e o vermelho a terra.
A bandeira foi desenhada por Andrew Carlisle Johnson em 1911 e adotada pelo estado na Assembléia Geral de 5 de junho do mesmo ano. Porém, a legislatura não especificou o tamanho do "C" ou o tom exato do azul e do vermelho. Desta forma, algumas bandeiras eram ligeiramente diferentes em cor e tinham um "C" totalmente dentro da listra central. Em 28 de fevereiro de 1929, a Assembléia Geral adicionou à descrição da bandeira que o azul e o vermelho são os mesmos da bandeira dos Estados Unidos. Em 31 de março de 1964, a legislatura ditou que o diâmetro do disco dourado deveria ser igual à listra do centro.